# دانیلا تووالازی
دانیلا تووالازی (انگلیسی: Daniela Tavalazzi؛ زادهٔ ۸ اوت ۱۹۷۲) بازیکن فوتبال اهل ایتالیا است.
وی همچنین در تیم ملی فوتبال زنان ایتالیا بازی کرده‌است.